# Bodendichtung

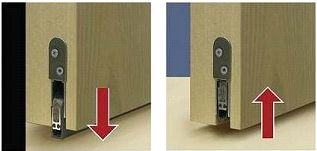
Automatisch Bodendichtung

Eine Bodendichtung oder Türdichtung ist eine Dichtung die den Spalt unter Türen und Toren abdichtet.
Mit Ausnahme von Schwingtüren schlagen die meisten Türblätter an Oberkante und Seiten an einen Falz in der Türzarge bzw. der Laibung an. Der Falz dient der Abdichtung gegen Zugluft, Luftschall und den Durchtritt von Flammen oder Rauchgasen, die durch eine eingelassene Profildichtung noch deutlich verbessert werden kann.
Türen mit einer umlaufenden vierseitigen Zarge haben auch an der Unterseite einen Anschlag, der zur Abdichtung dienen kann. Dies gilt auch für Türen, die an einer Bodenschwelle (Türschwelle) anschlagen.
Anstelle einer vom Fußbodenbelag durch Materialwechsel abgesetzten Bodenschwelle kann auch der Fußbodenbelag mit einem Niveausprung ausgeführt werden. Meist besitzt dieser Absatz eine Höhe von wenigen Zentimetern. Die Kante des Bodenbelags wird oft durch ein eingelassenes Eckprofil verstärkt. Solche Absätze sind typisch für Außentüren.

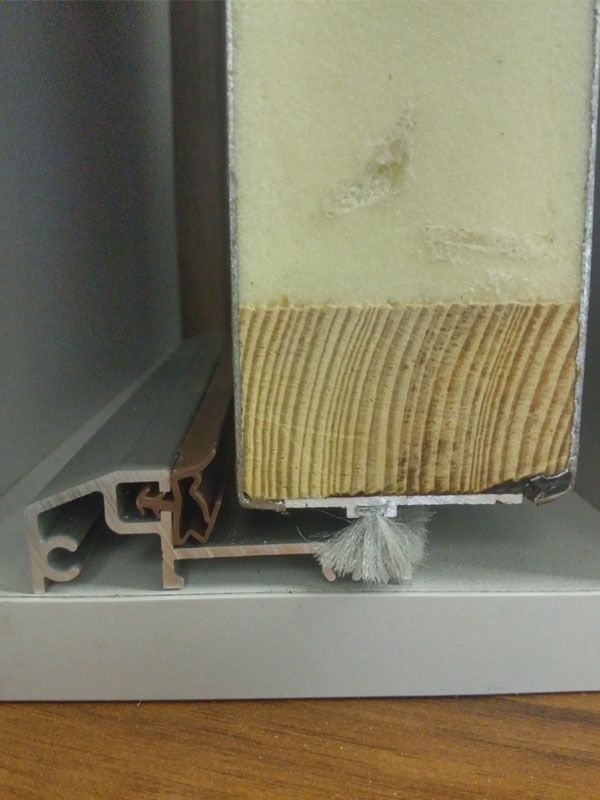
Türbesen

## Türöffnungen ohne Absatz
Will man einen Absatz im Boden vermeiden, etwa um Barrierefreiheit zu erreichen, können entweder schleifende oder absenkbare Bodendichtungen eingesetzt werden, um den der Spalt unterhalb des Türblatts abzudichten.
Als schleifende Bodendichtungen werden meist Bürstendichtungen (Türbesen) eingesetzt, seltener auch Dichtleisten aus textilem Material oder Vliesstoff. Schleifende Dichtlippen aus Elastomer können nur bei sehr glatten Fußbodenbelägen eingesetzt werden.
Absenkbare Bodendichtungen werden auch als absenkbare Bodenschiene, Absenkdichtung oder automatische Bodendichtung bezeichnet. Automatikdichtungen werden entweder in einen Falz oder Schlitz an der unteren Kante des Türblatts eingelassen oder auf das Türblatt aufgesetzt.
Beim Schließen der Türe stößt ein auf der Band- und/oder Schlossseite aus der Dichtung ragende Dorn an die Türzarge bzw. Türlaibung an. Entgegen der Federkraft wird der Auslöser in das Gehäuse der Dichtung eingeschoben und lässt dabei die beweglich aufgehangene Dichtungsschiene über einen Koppelmechanismus nach unten fahren, bis die Schiene auf dem Boden aufsitzt.
Automatische Bodendichtungen können die Anforderungen an den Schallschutz nach EN ISO 717-1 erfüllen und erreichen Schalldämmwerte von über 52 dB.
Türen als Feuerschutzabschlüsse müssen die Anforderung an Brand- und Rauchschutz nach DIN EN 16034 erfüllen.